# Crisóforo Ocampo
El general Crisoforo Ocampo fue un militar zapatista  que luchó por los ideales del Plan de Ayala, fue un hombre de verdad leal a sus convicciones revolucionarias y la historia de México, compañero de Emiliano Zapata.
La historia de México lo ha relegado a la nada siendo el un soldado de la patria que dio su vida al ideal de un México libre de opresión y de explotación. Fue fusilado en el estado de Chiapas en el 20 de abril de 1924 junto con los generales Manuel M Dieguez y Alfredo C Garcia
El general Crisóforo Ocampo fue un militar zapatista mexicano. Nació en el pueblo de San Miguel Totolmoloya, Sultepec, Estado de México. Fue uno de los primeros y más importantes jefes zapatistas al inicio de la lucha contra Francisco I. Madero, sin embargo, con el tiempo fue relegado. En 1924 fue derrotado por Adrián Castrejón Castrejón en Puente de Ixtla, siendo indultado por el general Roberto Cruz.